# Keravud
Keravud är en ort i Azerbajdzjan.   Den ligger i distriktet Lerik Rayonu, i den södra delen av landet, 210 km sydväst om huvudstaden Baku. Keravud ligger 725 meter över havet och antalet invånare är 262.
Terrängen runt Keravud är kuperad. Närmaste större samhälle är Lerik, 11,7 km söder om Keravud. 
Trakten runt Keravud består till största delen av jordbruksmark. Runt Keravud är det ganska tätbefolkat, med 60 invånare per kvadratkilometer.